# Šebetov
Šebetov (en allemand : Schebetau) est une commune du district de Blansko, dans la région de Moravie-du-Sud, en République tchèque. Sa population s'élevait à 864 habitants en 2020.

## Géographie
Šebetov se trouve à 8 km au nord-nord-est de Boskovice, à 21 km au nord-nord-ouest de Blansko, à 41 km au nord de Brno et à 174 km à l'est-sud-est de Prague.

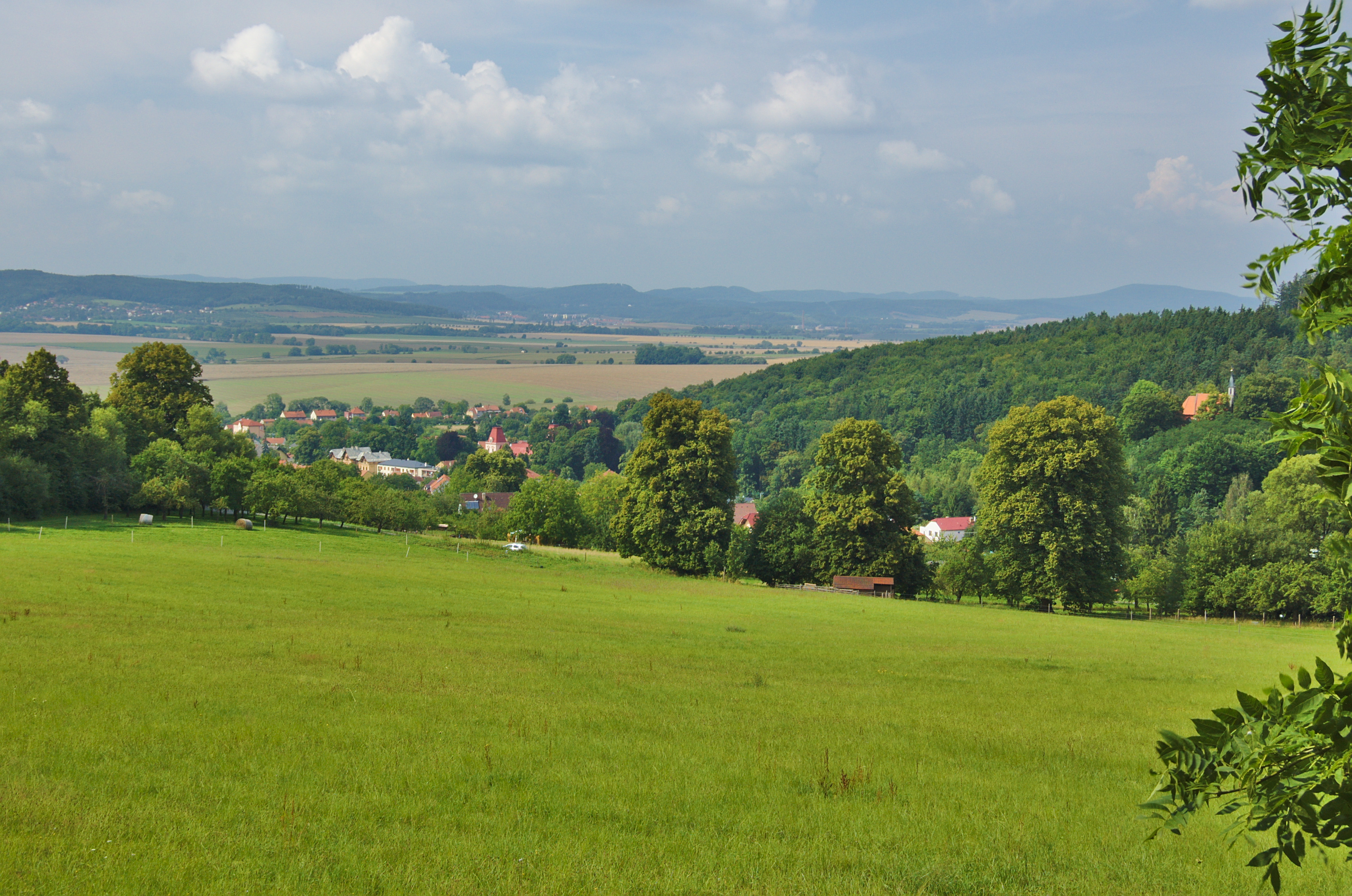
Panorama de Šebetov.
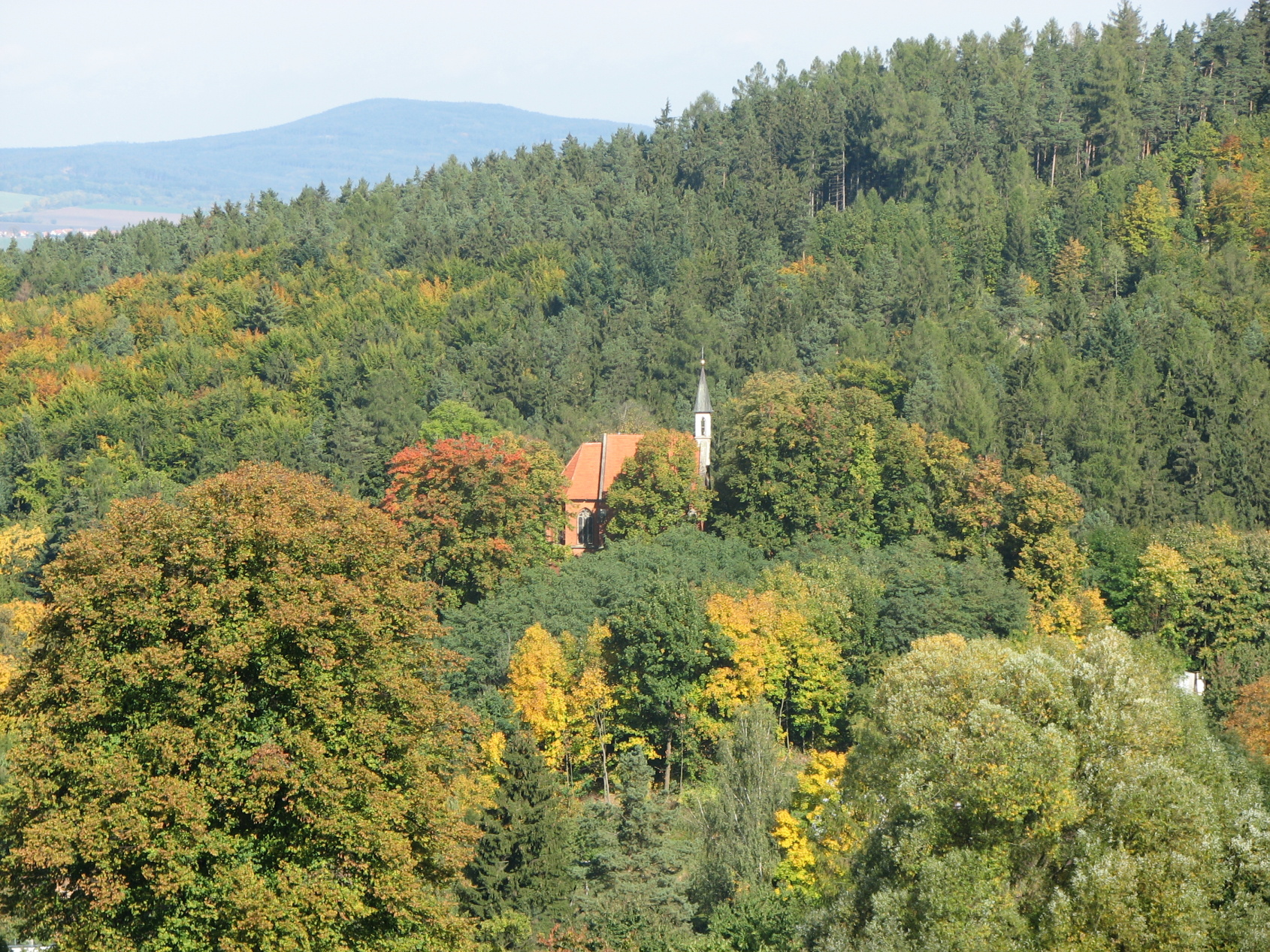
Chapelle Sainte-Anne.

La commune est limitée par Světlá et Cetkovice au nord, par Horní Štěpánov à l'est, par Kořenec et Knínice u Boskovic au sud, et par Vanovice à l'ouest.

## Histoire
La première mention écrite de la localité date de 1201.